# Nati il 12 ottobre
| Questa pagina contiene informazioni ricavate automaticamente dalle voci biografiche con l'ausilio del template Bio e di un bot. L'aggiornamento è periodico e automatico e ricostruisce completamente la pagina. Se manca una persona in questa lista, sei pregato di non aggiungerla, ma accertati piuttosto che la sua voce biografica contenga il template Bio e che i dati anagrafici siano correttamente compilati. Se il template Bio manca, inseriscilo tu stesso o, in alternativa, metti l'avviso {{tmp\|Bio}} che ne segnala la mancanza. Se i dati riportati sono sbagliati, correggi direttamente la voce biografica; le modifiche saranno visibili in questa lista entro pochi giorni. Per chiarimenti vedi il progetto biografie. La lista contiene solo le 1.126 persone che sono citate nell'enciclopedia e per le quali è stato implementato correttamente il template Bio. Pagina aggiornata al 17 ago 2025. |

## III secolo(1)
- 284 - Santa Greca, santa († 304)

## XI secolo(1)
- 1008 - Go-Ichijō, imperatore giapponese († 1036)

## XIII secolo(1)
- 1293 - Margaret de Clare, contessa di Gloucester, nobile britannica († 1342)

## XIV secolo(3)
- 1350 - Demetrio di Russia, principe russo († 1389)
- 1390 - Ercolano da Piegaro, presbitero italiano († 1451)
- 1394 - Lorenzo il Vecchio, banchiere italiano († 1440)

## XV secolo(1)
- 1490 - Bernardo Pisano, cantore e compositore italiano († 1548)

## XVI secolo(11)
- 1531 - Giacomo di Savoia-Nemours, duca († 1585)
- 1533 - Asakura Yoshikage, militare giapponese († 1573)
- 1537 - Edoardo VI d'Inghilterra, re britannico († 1553)
- 1555 - Peregrine Bertie, XIII barone Willoughby de Eresby, generale, diplomatico e nobile inglese († 1601)
- 1558 - Massimiliano III d'Austria, nobile austriaco († 1618)
- 1567 - Luigi Carafa della Stadera, IV principe di Stigliano, nobile italiano († 1630)
- 1568 - Onorio Longhi, architetto e poeta italiano († 1619)
- 1571 - Lorenzo Pignoria, storico, antiquario e archeologo italiano († 1631)
- 1575 - Pompeo Targone, ingegnere italiano († 1630)
- 1586 - Marcello Sacchetti, banchiere, mercante e mecenate italiano († 1629)
- 1599 - Elisabetta Sofia di Holstein-Gottorp, nobile tedesca († 1627)

## XVII secolo(12)
- 1606 - Christoph Bernhard von Galen, vescovo cattolico tedesco († 1678)
- 1619 - Carlo Roberto Dati, filologo e scienziato italiano († 1676)
- 1623 - Pietro Furga, giurista italiano († 1667)
- 1642 - Abraham van Calraet, pittore olandese († 1722)
- 1664 - Praskov'ja Fëdorovna Saltykova, nobile russa († 1723)
- 1665 - Cristina Teresa di Löwenstein-Wertheim-Rochefort, contessa tedesca († 1730)
- 1666 - Jean d'Estrées, presbitero, politico e diplomatico francese († 1718)
- 1671 - Charles de La Boische, militare e funzionario francese († 1749)
- 1682 - Georg Anton Gumpp, architetto austriaco († 1754)
- 1682 - Paolo Soratini, architetto e religioso italiano († 1762)
- 1686 - Sylvius Leopold Weiss, compositore e liutista tedesco († 1750)
- 1698 - Gian Paolo Timoleone di Cossé-Brissac, militare francese († 1780)

## XVIII secolo(40)
- 1706 - Luigi Gualterio, cardinale e arcivescovo cattolico italiano († 1761)
- 1709 - Anne Hamilton, ufficiale scozzese († 1748)
- 1710 - Jonathan Trumbull, politico statunitense († 1785)
- 1713 - Johann Ludwig Krebs, compositore e organista tedesco († 1780)
- 1713 - Pierre-François Muyart de Vouglans, avvocato e giurista francese († 1791)
- 1730 - Hannah Lightfoot, nobile britannica († 1759)
- 1730 - Cayetano Pignatelli, generale e esploratore spagnolo
- 1731 - Jean-Baptiste Blanchard, religioso e pedagogo francese († 1797)
- 1731 - Leonardo de Vegni, architetto italiano († 1801)
- 1732 - Charles-Pierre Colardeau, poeta, drammaturgo e traduttore francese († 1776)
- 1736 - Michał Jerzy Poniatowski, nobile e arcivescovo cattolico polacco († 1794)
- 1744 - Joseph de Croÿ d'Havré, politico e ufficiale francese († 1839)
- 1745 - Félix María Samaniego, poeta spagnolo († 1801)
- 1745 - Franz Freiherr von Pflacher, militare austriaco († 1815)
- 1746 - Emerico Lobo de Mesquita, organista e compositore brasiliano († 1805)
- 1754 - Amelia Darcy, nobildonna inglese († 1784)
- 1758 - Giuseppe Logoteta, patriota e politico italiano († 1799)
- 1759 - Johann Adam Schmidt, medico e oculista austriaco († 1809)
- 1760 - Charles Paul Landon, pittore e critico d'arte francese († 1826)
- 1760 - Ottavio Zollio, vescovo cattolico italiano († 1832)
- 1762 - Jan Willem Janssens, militare e politico olandese († 1838)
- 1762 - Home Riggs Popham, ammiraglio e inventore britannico († 1820)
- 1772 - Carlo Francesco Bassi, architetto italiano († 1840)
- 1772 - Luigi Zamboni, patriota italiano († 1795)
- 1773 - Granville Leveson-Gower, I conte Granville, diplomatico britannico († 1846)
- 1774 - Luis Eduardo Pérez, politico uruguaiano († 1841)
- 1775 - Ludovico Micara, cardinale italiano († 1847)
- 1775 - Alessandro Saluzzo di Monesiglio, militare e politico italiano († 1851)
- 1779 - Carlo Afan de Rivera, militare e ingegnere italiano († 1852)
- 1782 - Henry Dodge, politico e militare statunitense († 1867)
- 1784 - Henry Alken, incisore inglese († 1851)
- 1785 - Pietro Anderloni, incisore e pittore italiano († 1849)
- 1785 - Pierre Augustin Béclard, chirurgo e anatomista francese († 1825)
- 1787 - Ahmad Ali Khan Bahadur, principe indiano († 1840)
- 1789 - Jacques-Étienne Bérard, fisico francese († 1869)
- 1792 - Christian Gottlob Gmelin, chimico tedesco († 1860)
- 1794 - José María Luis Mora, patriota messicano († 1850)
- 1798 - Pietro I del Brasile, re portoghese († 1834)
- 1799 - Félix Édouard Guérin-Méneville, biologo e entomologo francese († 1874)
- 1800 - Francesco Florimo, compositore, musicologo e bibliotecario italiano († 1888)

## XIX secolo(171)
- 1801 - Friedrich Frey-Herosé, politico e ufficiale svizzero († 1873)
- 1805 - Georges Eugène Blanchard, generale francese († 1876)
- 1808 - Victor Considerant, filosofo, economista e scrittore francese († 1893)
- 1809 - John Liptrot Hatton, compositore, direttore d'orchestra e pianista inglese († 1886)
- 1810 - Alexander Bain, inventore e ingegnere scozzese († 1877)
- 1810 - Nísia Floresta Brasileira Augusta, educatrice e poetessa brasiliana († 1885)
- 1810 - Uno Cygnaeus, pedagogista e pastore protestante finlandese († 1888)
- 1811 - Thomas Caverhill Jerdon, medico, botanico e zoologo britannico († 1872)
- 1811 - Gioacchino Saluzzo, imprenditore e politico italiano († 1874)
- 1812 - Giovanni Belli, ingegnere e politico italiano († 1904)
- 1812 - Ascanio Sobrero, chimico e medico italiano († 1888)
- 1814 - Henri Tresca, ingegnere meccanico francese († 1885)
- 1815 - William Joseph Hardee, generale statunitense († 1873)
- 1816 - Ercole Ricotti, storico e ingegnere italiano († 1883)
- 1818 - Giuseppe Calcagno, politico italiano († 1903)
- 1818 - John Cuffe, politico irlandese († 1865)
- 1820 - Augusto de Gori Pannillini, imprenditore e politico italiano († 1877)
- 1821 - Nicola Bardoscia, politico e patriota italiano († 1913)
- 1821 - Eugenio Barsanti, presbitero, ingegnere e inventore italiano († 1864)
- 1825 - Barbara Melzi, religiosa italiana († 1899)
- 1827 - Jacinto María Cervera y Cervera, vescovo cattolico spagnolo († 1897)
- 1828 - Thomas Pichler, botanico austriaco († 1903)
- 1830 - Jean Philippe Fenouillas, militare francese († 1873)
- 1830 - Gustav Mayr, entomologo austriaco († 1908)
- 1830 - Andreas Syngros, banchiere e filantropo greco († 1899)
- 1831 - Luigi Chiurazzi, editore italiano († 1926)
- 1834 - Amalia Filippina di Borbone-Spagna, nobile spagnola († 1905)
- 1836 - Olinto Barsanti, avvocato e politico italiano († 1905)
- 1838 - Serafín Avendaño Martínez, pittore spagnolo († 1916)
- 1840 - Luigi Bodio, economista e statistico italiano († 1920)
- 1840 - Benedetto Bonazzi, arcivescovo cattolico e grecista italiano († 1915)
- 1840 - Ersilia Caetani Lovatelli, archeologa italiana († 1925)
- 1840 - Helena Modjeska, attrice polacca († 1909)
- 1842 - Adolf Marschall von Bieberstein, politico tedesco († 1912)
- 1842 - Emil Cohen, mineralogista tedesco († 1905)
- 1842 - Henry Gréville, scrittrice francese († 1902)
- 1842 - Edmund Pfleiderer, filosofo tedesco († 1902)
- 1843 - Émile Louis Ragonot, entomologo francese († 1895)
- 1845 - Amintore Galli, musicologo, giornalista e compositore italiano († 1919)
- 1846 - Antonio Aggio, politico italiano († 1903)
- 1846 - Arcangelo Tadini, presbitero italiano († 1912)
- 1848 - Cesare Saldini, ingegnere italiano († 1922)
- 1850 - Alfred Edwards, imprenditore, dirigente sportivo e diplomatico britannico († 1923)
- 1851 - Simon Rutar, storico e geografo sloveno († 1903)
- 1851 - Conrad Wahn, architetto tedesco († 1927)
- 1852 - Max Friedlaender, filosofo, musicologo e compositore tedesco († 1934)
- 1852 - Alexander Wittek, architetto e scacchista austro-ungarico († 1894)
- 1853 - Giovanni Cassis, magistrato, prefetto e politico italiano († 1938)
- 1853 - Alessandro Kraus, musicologo e pianista sammarinese († 1931)
- 1855 - Arthur Nikisch, direttore d'orchestra ungherese († 1922)
- 1855 - August Sauer, germanista e storico della letteratura austriaco († 1926)
- 1855 - Federico Ferdinando di Schleswig-Holstein-Sonderburg-Glücksburg, principe tedesco († 1934)
- 1857 - Roman Kondratenko, generale russo († 1904)
- 1858 - Cipriano Castro, politico venezuelano († 1924)
- 1858 - Isaac Newton Lewis, militare statunitense († 1931)
- 1858 - Pietro Maffi, cardinale, arcivescovo cattolico e astronomo italiano († 1931)
- 1859 - Diana Abgar, scrittrice e filantropa armena († 1937)
- 1859 - Heinrich di Coudenhove-Kalergi, viaggiatore e diplomatico austriaco († 1906)
- 1859 - Maurice Donnay, commediografo francese († 1945)
- 1860 - Émile Pouget, anarchico, sindacalista e giornalista francese († 1931)
- 1860 - Elmer Ambrose Sperry, inventore statunitense († 1930)
- 1861 - Edward Colebrooke, I barone Colebrooke, politico inglese († 1939)
- 1861 - Giovanni Romeo delle Torrazze, militare e politico italiano († 1957)
- 1861 - Rikitaro Fujisawa, matematico giapponese († 1922)
- 1861 - Vittorio Menzinger, prefetto e avvocato italiano († 1925)
- 1861 - Federico Giovanni di Sassonia-Meiningen, principe († 1914)
- 1862 - Theodor Boveri, biologo tedesco († 1915)
- 1863 - Charles Hose, zoologo, etnologo e diplomatico britannico († 1929)
- 1863 - Errico De Marinis, politico e avvocato italiano († 1919)
- 1863 - Martin van Maële, artista e illustratore francese († 1926)
- 1865 - Arthur Harden, biochimico inglese († 1940)
- 1866 - Ramsay MacDonald, politico britannico († 1937)
- 1866 - Guglielmo Micheli, pittore e insegnante italiano († 1926)
- 1867 - Max Kurzweil, pittore e incisore austriaco († 1916)
- 1867 - Giulio Serafini, cardinale e vescovo cattolico italiano († 1938)
- 1868 - August Horch, imprenditore e ingegnere tedesco († 1951)
- 1868 - Mariano Trías, politico filippino († 1914)
- 1869 - Rab Howell, calciatore inglese († 1937)
- 1871 - Prince Randian, attore e circense guyanese († 1934)
- 1872 - Francesco Bascone, politico italiano († 1948)
- 1872 - Ralph Vaughan Williams, compositore britannico († 1958)
- 1873 - Federico Tedeschini, cardinale e arcivescovo cattolico italiano († 1959)
- 1874 - Abraham A. Brill, psichiatra e psicoanalista statunitense († 1948)
- 1874 - Ferdinand Juriga, patriota e presbitero slovacco († 1950)
- 1874 - Abdullah al-Mu'tassim Billah di Pahang, sovrano malese († 1932)
- 1875 - Aleister Crowley, esoterista, astrologo e scrittore britannico († 1947)
- 1875 - Joseph Dempsey, canottiere statunitense († 1942)
- 1876 - Kirill Vladimirovič Romanov, russo († 1938)
- 1877 - Barbara Allason, scrittrice, germanista e traduttrice italiana († 1968)
- 1877 - Aleksandr Erminingel'dovič Arbuzov, chimico russo († 1968)
- 1878 - Karl Buresch, politico austriaco († 1936)
- 1878 - Truxton Hare, multiplista, martellista e pesista statunitense († 1956)
- 1878 - Antoine Poidebard, militare, religioso e archeologo francese († 1955)
- 1878 - Şehzade Ahmed Nuri, principe ottomano († 1944)
- 1879 - Arthur Berthelet, regista cinematografico e attore teatrale statunitense († 1949)
- 1879 - Michael Joseph Curley, arcivescovo cattolico irlandese († 1947)
- 1880 - Marcel Gensoul, ammiraglio francese († 1973)
- 1880 - Louis Hémon, scrittore francese († 1913)
- 1880 - Peter B. Kyne, scrittore e sceneggiatore statunitense († 1957)
- 1880 - Artemide Zatti, infermiere e missionario italiano († 1951)
- 1881 - Adolfo Giuriato, poeta italiano († 1945)
- 1881 - William Nigh, regista, sceneggiatore e attore statunitense († 1955)
- 1881 - Carl Friedrich Roewer, aracnologo tedesco († 1963)
- 1882 - Emile Girardeau, scienziato francese († 1970)
- 1882 - Pete Hill, giocatore di baseball statunitense († 1951)
- 1882 - Harry Liedtke, attore tedesco († 1945)
- 1882 - Julius Wagner, tiratore di fune e ginnasta tedesco († 1952)
- 1882 - Hermann Wolfgang von Waltershausen, compositore, direttore d'orchestra e musicologo tedesco († 1954)
- 1883 - Carola Prosperi, scrittrice e giornalista italiana († 1981)
- 1883 - Johann Studnicka, allenatore di calcio e calciatore austriaco († 1967)
- 1884 - Louis Alibert, linguista francese († 1959)
- 1884 - Edna Luby, imitatrice e attrice statunitense († 1928)
- 1884 - Jock Rutherford, calciatore inglese († 1963)
- 1884 - Godfrey Tearle, attore statunitense († 1953)
- 1885 - Ester Ferrabini, cantante lirica italiana († 1984)
- 1885 - Rodolphe Poma, canottiere belga († 1954)
- 1885 - Thomas F. Williams, aviatore canadese († 1985)
- 1886 - Umberto Blasi, maratoneta italiano († 1938)
- 1886 - Karl Dane, attore e comico danese († 1934)
- 1887 - Betty Fischer, soprano austriaca († 1969)
- 1887 - Leopold Hojtasch, calciatore austriaco († 1914)
- 1887 - Giacomo Paulucci di Calboli, ambasciatore italiano († 1961)
- 1887 - Paula von Preradović, scrittrice e poetessa austriaca († 1951)
- 1888 - Helen Fouché Gaines, crittologa statunitense († 1940)
- 1889 - Giovanni Biamonti, musicologo italiano († 1970)
- 1889 - Christopher Dawson, storico e scrittore britannico († 1970)
- 1889 - Dietrich von Hildebrand, teologo e filosofo tedesco († 1977)
- 1889 - Alma Karlin, scrittrice e giornalista slovena († 1950)
- 1889 - Joseph Laniel, politico francese († 1975)
- 1889 - Troy Middleton, generale statunitense († 1976)
- 1889 - Victor Potel, attore statunitense († 1947)
- 1889 - Erich Przywara, teologo e filosofo tedesco († 1972)
- 1889 - Gustav Renker, scrittore svizzero († 1967)
- 1890 - Andrej Akimov, calciatore russo († 1916)
- 1890 - Sebastiano Scirè Risichella, militare italiano († 1981)
- 1891 - Rolf Aas, calciatore norvegese († 1946)
- 1891 - Bhupinder Singh, principe indiano († 1938)
- 1891 - Fumimaro Konoe, politico giapponese († 1945)
- 1891 - Giuseppina Pastori, biologa e fisica italiana († 1983)
- 1891 - Angelo Pellacani, arbitro di calcio e calciatore italiano († 1936)
- 1891 - Edith Stein, monaca cristiana, filosofa e mistica tedesca († 1942)
- 1892 - Fabio Allegreni, ingegnere e politico italiano († 1979)
- 1892 - Antonio María Barbieri, cardinale e arcivescovo cattolico uruguaiano († 1979)
- 1892 - Giorgio Vaccaro, politico e dirigente sportivo italiano († 1983)
- 1893 - Giuseppe Borrelli, veterinario italiano († 1961)
- 1893 - Hans von Greiffenberg, generale tedesco († 1951)
- 1893 - George Hodgson, nuotatore canadese († 1983)
- 1893 - Joseph Musch, calciatore belga († 1971)
- 1893 - Müveddet Kadın, ottomana († 1951)
- 1894 - Carlo Faina, dirigente d'azienda italiano († 1980)
- 1894 - Elisabetta di Romania, principessa rumena († 1956)
- 1895 - Antonio Drammis dei Drammis, militare e aviatore italiano († 1936)
- 1895 - Tommaso Leccisotti, presbitero, storico e archivista italiano († 1982)
- 1896 - Ruben Lagus, generale finlandese († 1959)
- 1896 - Eugenio Montale, poeta, scrittore e traduttore italiano († 1981)
- 1896 - Enrico Patti, allenatore di calcio, dirigente sportivo e calciatore italiano († 1973)
- 1897 - Otto Montag, calciatore tedesco († 1973)
- 1897 - Jan Posteiner, calciatore ungherese († 1971)
- 1897 - William Prichard, bobbista svizzero († 1957)
- 1898 - Giuseppe Flangini, pittore italiano († 1961)
- 1898 - Maria Giacchino Cusenza, pianista e compositrice italiana († 1979)
- 1898 - Lisel Haas, fotografa tedesca († 1989)
- 1898 - Daisuke Itō, regista e sceneggiatore giapponese († 1981)
- 1898 - Hans Georg Klamroth, mercante tedesco († 1944)
- 1898 - Edna e Alice Nash, attrice statunitense († 1985)
- 1898 - Félix Sesúmaga, calciatore spagnolo († 1925)
- 1898 - Oskar Üpraus, calciatore estone († 1968)
- 1899 - Il'ja L'vovič Sel'vinskij, poeta sovietico († 1968)
- 1899 - Joaquín Sáenz y Arriaga, presbitero, teologo e scrittore messicano († 1976)
- 1900 - Vittorio Cioni, canottiere italiano († 1981)
- 1900 - Pëtr Ežov, calciatore sovietico († 1975)

## XX secolo(866)
- 1901 - Mario Bossi, calciatore italiano
- 1901 - Luigi Califano, biologo italiano († 1976)
- 1901 - Enrico Falqui, scrittore e critico letterario italiano († 1974)
- 1901 - Gabriel-Marie Garrone, cardinale e arcivescovo cattolico francese († 1994)
- 1901 - F. Edward Hébert, politico e giornalista statunitense († 1979)
- 1901 - Ernst Karlberg, hockeista su ghiaccio svedese († 1987)
- 1901 - Alessandro Melchiori, politico, editorialista e militare italiano († 1987)
- 1902 - Oscar Bocchi, calciatore italiano
- 1902 - Adriaan Paulen, dirigente sportivo e mezzofondista olandese († 1985)
- 1902 - Peng Zhen, politico cinese († 1997)
- 1903 - Albert Guyot, sceneggiatore e regista francese († 1985)
- 1903 - Josephine Hutchinson, attrice statunitense († 1998)
- 1903 - Hervé Marc, calciatore francese († 1946)
- 1904 - Ding Ling, scrittrice cinese († 1986)
- 1904 - Mathias Feller, calciatore lussemburghese († 1953)
- 1904 - Lorenzo Gargiulo, arcivescovo cattolico italiano († 1974)
- 1904 - Luigi Impastato, mafioso italiano († 1977)
- 1904 - Pio Iorio, scultore e pittore italiano († 1992)
- 1904 - Giovanni Malagodi, politico italiano († 1991)
- 1904 - Ideo Pantaleoni, pittore, scultore e litografo italiano († 1993)
- 1904 - John Pendlebury, archeologo britannico († 1941)
- 1905 - Silvio Baccaglio, pittore e decoratore svizzero († 2000)
- 1905 - Rick Ferrell, giocatore di baseball statunitense († 1995)
- 1905 - Joseph Kosma, compositore ungherese († 1969)
- 1906 - Ferruccio Bonivento, arbitro di calcio italiano († 1991)
- 1906 - Joe Cronin, giocatore di baseball e allenatore di baseball statunitense († 1984)
- 1906 - Jorge Góngora, calciatore peruviano († 1999)
- 1906 - Andreas Heckmair, alpinista tedesco († 2005)
- 1906 - Willy Hess, musicologo e compositore svizzero († 1997)
- 1906 - Francis Hong Yong-ho, vescovo cattolico nordcoreano
- 1906 - Vincenzo Monti, imprenditore italiano († 1981)
- 1906 - Vieno Johannes Sukselainen, politico finlandese († 1995)
- 1906 - Piero Taruffi, pilota automobilistico, pilota motociclistico e progettista italiano († 1988)
- 1906 - Tom Waring, calciatore inglese († 1980)
- 1907 - Camilo Bonelli, calciatore argentino
- 1907 - Gunnar Jarring, diplomatico e turcologo svedese († 2002)
- 1907 - Hans P. Kraus, antiquario austriaco († 1988)
- 1907 - Jean-Louis Tixier-Vignancour, avvocato e politico francese († 1989)
- 1907 - Luís Xavier, calciatore portoghese
- 1908 - Carolina Catena, attrice italiana
- 1908 - Margaret Nakhla, pittrice e artista egiziana († 1977)
- 1908 - Antonio Marussi, matematico e geodeta italiano († 1984)
- 1908 - Elisabeth Pletscher, attivista svizzera († 2003)
- 1908 - Marie Šedivá, schermitrice cecoslovacca († 1975)
- 1908 - Arthur Space, attore statunitense († 1983)
- 1909 - Philip Hershkovitz, biologo statunitense († 1997)
- 1909 - Alfons Novickis, calciatore lettone († 1931)
- 1909 - Renato Pasquinucci, allenatore di calcio e calciatore italiano († 1988)
- 1909 - Şehzade Mehmed Orhan, principe ottomano († 1994)
- 1910 - Frederick Fyvie Bruce, biblista britannico († 1990)
- 1910 - Robert Fitzgerald, latinista, grecista e traduttore statunitense († 1985)
- 1910 - Bruno Neri, calciatore e partigiano italiano († 1944)
- 1910 - Rosario Scipio, scrittore e poeta italiano († 1996)
- 1911 - Leonardo Gallucci, militare italiano († 1940)
- 1911 - Félix Lévitan, giornalista francese († 2007)
- 1911 - Giuseppe Spinola, allenatore di calcio e calciatore italiano († 1963)
- 1911 - Maribel Vinson, pattinatrice artistica su ghiaccio e allenatrice di pattinaggio su ghiaccio statunitense († 1961)
- 1911 - Louis de Guiringaud, politico francese († 1982)
- 1912 - Mahala Ashley Dickerson, avvocatessa e attivista statunitense († 2007)
- 1912 - Thomas Doe, bobbista statunitense († 1969)
- 1912 - Edward Hidalgo, politico statunitense († 1995)
- 1912 - Grigorij Panteleevič Kravčenko, aviatore sovietico († 1943)
- 1912 - Heinrich Lausberg, filologo tedesco († 1992)
- 1912 - Dionisio Ridruejo, poeta, scrittore e politico spagnolo († 1975)
- 1912 - Red Rountree, criminale statunitense († 2004)
- 1913 - Ignazio Giacomo III, iracheno († 1980)
- 1913 - Vítor Guilhar, calciatore portoghese
- 1913 - Edmond Michiels, pallanuotista belga († 1991)
- 1913 - Mario Novelli, cestista italiano († 1964)
- 1914 - Ferdinando Trambaiolo, umanista italiano († 1973)
- 1915 - Albert Depreitre, ciclista su strada belga († 2008)
- 1915 - Inge Heijbroek, hockeista su prato olandese († 1956)
- 1915 - Carlo Marenco di Moriondo, militare e marinaio italiano († 1941)
- 1915 - Jakov Savel'evič Vinogradov, militare sovietico († 1944)
- 1916 - Luigina Giavotti, ginnasta italiana († 1976)
- 1917 - Gaetano Ambrico, politico italiano († 2007)
- 1917 - Roque Máspoli, allenatore di calcio e calciatore uruguaiano († 2004)
- 1918 - Bob Dro, cestista, giocatore di baseball e allenatore di pallacanestro statunitense († 2006)
- 1918 - Cesare Ferraresi, violinista italiano († 1981)
- 1918 - Francisco Javier Sáenz de Oiza, architetto spagnolo († 2000)
- 1919 - Leon Brown, cestista statunitense († 1990)
- 1919 - André Casanova, compositore francese († 2009)
- 1919 - Doris Miller, militare statunitense († 1943)
- 1919 - Luigi Arialdo Radicati di Brozolo, fisico italiano († 2019)
- 1919 - Vijaya Raje Scindia, politica indiana († 2001)
- 1920 - Georg Hees, traduttore tedesco († 2000)
- 1920 - Mario Landi, regista e attore italiano († 1992)
- 1920 - Umberto Lombardini, calciatore italiano († 1986)
- 1920 - Virginia Montalcini, italiana († 1944)
- 1920 - Christopher Soames, politico e diplomatico britannico († 1987)
- 1920 - Guy Soulié, astronomo francese († 2015)
- 1920 - Antonina Leont'evna Zubkova, militare sovietica († 1950)
- 1921 - Bortolo Bof, ciclista su strada italiano († 2012)
- 1921 - Art Clokey, animatore statunitense († 2010)
- 1921 - Camillo Crociani, dirigente d'azienda e dirigente sportivo italiano († 1980)
- 1921 - Jaroslav Drobný, tennista e hockeista su ghiaccio cecoslovacco († 2001)
- 1921 - Les Horvath, giocatore di football americano statunitense († 1995)
- 1921 - Feliciano Iannella, storico e scrittore italiano († 1993)
- 1921 - Andrea Marchini, militare italiano († 1944)
- 1921 - Luigi Perna, partigiano italiano († 1943)
- 1921 - Dante Piani, calciatore italiano († 2011)
- 1921 - Girolamo Prigione, arcivescovo cattolico italiano († 2016)
- 1921 - Tommaso Sorgi, politico e sociologo italiano († 2018)
- 1923 - Nino Ferraù, poeta italiano († 1984)
- 1923 - Mario Guidotti, giornalista e saggista italiano († 2011)
- 1923 - Armanda Guiducci, scrittrice, filosofa e critica letteraria italiana († 1992)
- 1923 - Hellmuth Hecker, giurista e traduttore tedesco († 2017)
- 1923 - Fernando Sabino, scrittore e giornalista brasiliano († 2004)
- 1923 - Romano Scalfi, presbitero e teologo italiano († 2016)
- 1923 - Jean Wallace, attrice statunitense († 1990)
- 1924 - Tina Allori, cantante italiana († 1989)
- 1924 - Augusto Ferreyros, cestista peruviano († 2007)
- 1924 - Doris Grau, attrice e doppiatrice statunitense († 1995)
- 1924 - Mario Micheli, calciatore italiano
- 1924 - Adile Montanari, calciatore italiano († 2015)
- 1924 - Jacques Perrier, cestista francese († 2015)
- 1924 - Randy Stuart, attrice statunitense († 1996)
- 1925 - Charles Gordone, drammaturgo e attore statunitense († 1995)
- 1925 - Robin Skelton, scrittore e poeta britannico († 1997)
- 1925 - William Steinkraus, cavaliere statunitense († 2017)
- 1926 - Allan Brown, calciatore e allenatore di calcio scozzese († 2011)
- 1926 - Marcello Filippi, ex calciatore italiano
- 1926 - Tapio Mäkelä, fondista e dirigente sportivo finlandese († 2016)
- 1926 - Nuvolo, pittore italiano († 2008)
- 1926 - César Pelli, architetto argentino († 2019)
- 1926 - Nikita Simonjan, ex calciatore e allenatore di calcio sovietico
- 1927 - William Claxton, fotografo statunitense († 2008)
- 1927 - André Vacheresse, cestista e allenatore di pallacanestro francese († 2000)
- 1928 - Marte Ferrari, sindacalista e politico italiano († 2022)
- 1928 - J̌ivan Gasparyan, musicista sovietico († 2021)
- 1928 - Venino Naldi, pittore, scultore e ceramista italiano († 1966)
- 1928 - Amelia Podetti, scrittrice, filosofa e docente argentina († 1979)
- 1928 - Álvaro Salvadores, cestista cileno († 2002)
- 1929 - Rolan Antonovič Bykov, attore e regista sovietico († 1998)
- 1929 - Branko Grünbaum, matematico croato († 2018)
- 1929 - Ferruccio Panagini, hockeista su pista e allenatore di hockey su pista italiano († 2010)
- 1930 - Malgari Amadei Ferretti, politica italiana († 2012)
- 1930 - Denis Brodeur, fotografo e hockeista su ghiaccio canadese († 2013)
- 1930 - Ennio Guarnieri, direttore della fotografia italiano († 2019)
- 1930 - Roy Strandbakke, calciatore norvegese († 2021)
- 1930 - Willi Wenzel, calciatore tedesco († 1999)
- 1931 - Mario Biagioni, politico italiano († 1989)
- 1931 - Ole-Johan Dahl, scienziato e informatico norvegese († 2002)
- 1931 - Simon Gronowski, avvocato belga
- 1931 - Evgenij Efimovič Karelov, regista sovietico († 1977)
- 1931 - Giorgio Pennacchietti, ex tiratore a segno italiano
- 1931 - Aristide Pozzali, pugile italiano († 1979)
- 1931 - Michel Trinquier, pittore francese
- 1931 - Viktor Šamburkin, tiratore a segno sovietico († 2018)
- 1932 - Jake Garn, politico e astronauta statunitense
- 1932 - Luigi Guerricchio, pittore italiano († 1996)
- 1932 - Ned Jarrett, pilota automobilistico statunitense
- 1932 - Somnuek Srisombat, ex mezzofondista thailandese
- 1933 - Titus Buberník, calciatore cecoslovacco († 2022)
- 1933 - Benito Cazora, dirigente d'azienda e politico italiano († 1999)
- 1933 - Constantin Cernăianu, dirigente sportivo, allenatore di calcio e calciatore rumeno († 2015)
- 1933 - Angelo Daniel, vescovo cattolico italiano
- 1933 - Clayton Jacobson II, inventore statunitense († 2022)
- 1933 - Yūichirō Miura, alpinista giapponese
- 1933 - Marc Nerlove, economista e statistico statunitense († 2024)
- 1934 - Oğuz Atay, scrittore turco († 1977)
- 1934 - János Bencze, cestista ungherese († 2014)
- 1934 - Pino Caruso, attore, scrittore e cabarettista italiano († 2019)
- 1934 - Cláudio Lembo, politico, giurista e avvocato brasiliano († 2025)
- 1934 - María Ester López, cestista paraguaiana († 2004)
- 1934 - Richard Meier, architetto statunitense
- 1934 - Alexandru Zub, storico rumeno
- 1934 - Al'bert Širjaev, matematico russo
- 1935 - Pascale Audret, attrice e cantante francese († 2000)
- 1935 - Bruno Bertagna, arcivescovo cattolico italiano († 2013)
- 1935 - Jeanne-Irène Biya, first lady camerunese († 1992)
- 1935 - Don Howe, calciatore e allenatore di calcio inglese († 2015)
- 1935 - Haim Kastan, cestista e allenatore di pallacanestro israeliano († 2020)
- 1935 - Sam Moore, cantante, musicista e ballerino statunitense († 2025)
- 1935 - Luciano Pavarotti, tenore italiano († 2007)
- 1936 - Carlo Jean, generale e scrittore italiano
- 1936 - Philip Johnson-Laird, psicologo britannico
- 1936 - Osman Seidu, calciatore ghanese († 1969)
- 1937 - Alberto Goldman, politico brasiliano († 2019)
- 1937 - Johnny Green, giocatore di football americano statunitense († 2019)
- 1937 - Paul Hawkins, pilota di Formula 1 australiano († 1969)
- 1937 - Jan Huberts, pilota motociclistico olandese († 2016)
- 1937 - Per Kristoffersen, calciatore norvegese († 2023)
- 1938 - Nina Aleksandrovna Andreeva, chimica e politica sovietica († 2020)
- 1938 - Geoff Murphy, regista neozelandese († 2018)
- 1938 - Carlos Salinas, calciatore peruviano († 2022)
- 1938 - Larry Scott, culturista statunitense († 2014)
- 1939 - James Crumley, scrittore statunitense († 2008)
- 1939 - Paula Gosling, scrittrice statunitense
- 1939 - Franjo Gregurić, politico croato
- 1939 - Jerry Hill, ex giocatore di football americano statunitense
- 1939 - Vladimir Ljubomudrov, regista sovietico († 2020)
- 1939 - Sandrino Piva, musicista italiano († 1994)
- 1939 - Clément Rosset, filosofo e scrittore francese († 2018)
- 1939 - Carolee Schneemann, artista e pittrice statunitense († 2019)
- 1940 - Luciano Armani, ciclista su strada italiano († 2023)
- 1940 - Franco Ciardi, calciatore italiano († 2015)
- 1940 - Gianluigi Gonano, giornalista, fumettista e traduttore italiano
- 1940 - Larry Jeffrey, hockeista su ghiaccio canadese († 2022)
- 1940 - Rocco Panio, ex calciatore italiano
- 1940 - Lucia Poli, attrice italiana
- 1940 - Silvija Ravdone, cestista sovietica († 2017)
- 1940 - William Sims Bainbridge, sociologo statunitense
- 1940 - Silvano Maria Tomasi, cardinale e arcivescovo cattolico italiano
- 1941 - Vittorio Baccelli, scrittore italiano († 2011)
- 1941 - Pippo Di Marca, attore, regista e drammaturgo italiano
- 1941 - Nedo Farčić, ex maratoneta e mezzofondista jugoslavo
- 1941 - Giuseppe Insalaco, politico italiano († 1988)
- 1941 - Evelyne Marie France Neff, politica francese
- 1941 - Pekka Pyykkö, docente finlandese
- 1941 - Craig Anthony Washington, politico statunitense
- 1942 - Petronella Barker, attrice britannica
- 1942 - Wilfrido Castro, cestista paraguaiano († 2010)
- 1942 - James Dewar, bassista e cantante britannico († 2002)
- 1942 - Lewis Eisenberg, diplomatico, imprenditore e ambasciatore statunitense
- 1942 - Melvin Franklin, cantante statunitense († 1995)
- 1942 - Paolo Gioli, pittore, fotografo e regista italiano († 2022)
- 1942 - Daliah Lavi, cantante e attrice israeliana († 2017)
- 1942 - Orlando Minchio, politico italiano († 2012)
- 1942 - Massimo Preziosi, politico e avvocato italiano († 2019)
- 1942 - Magnus Schädler, slittinista liechtensteinese († 2015)
- 1942 - Daniel Vigne, regista e sceneggiatore francese
- 1943 - Marilyn McCord Adams, filosofa e religiosa statunitense († 2017)
- 1943 - Vítor Constâncio, economista e politico portoghese
- 1943 - Abdulwahab Darawshe, ex politico israeliano
- 1943 - Rita Gramignani, scacchista italiana
- 1943 - Jakob Kuhn, allenatore di calcio e calciatore svizzero († 2019)
- 1943 - Katsue Miwa, doppiatrice giapponese († 2024)
- 1943 - Bertil Roos, pilota automobilistico svedese († 2016)
- 1943 - Lin Shaye, attrice statunitense
- 1944 - Jorge Antequera, arbitro di calcio boliviano († 2020)
- 1944 - Dragutin Čermak, cestista e allenatore di pallacanestro jugoslavo († 2021)
- 1944 - Kuniya Daini, ex calciatore giapponese
- 1944 - Alain Doutey, attore francese
- 1944 - Alex Funke, direttore della fotografia e effettista statunitense
- 1944 - Renzo Imbeni, politico italiano († 2005)
- 1944 - Jack Marin, ex cestista statunitense
- 1944 - Michael Parkes, artista, pittore e illustratore statunitense
- 1944 - Mario Pinna, politico italiano
- 1944 - Luigi Polentes, calciatore italiano († 2011)
- 1944 - Malcolm Skey, scrittore, critico letterario e traduttore britannico († 1998)
- 1945 - Aurore Clément, attrice francese
- 1945 - Stan Cole, pallanuotista statunitense († 2018)
- 1945 - Claude Lemesle, paroliere francese
- 1945 - Carlo Mosca, prefetto e magistrato italiano († 2021)
- 1945 - Pedro José Nepomuceno Cunha, ex calciatore brasiliano
- 1945 - Maria Grazia Perini, giornalista, fumettista e traduttrice italiana († 2012)
- 1945 - Dusty Rhodes, wrestler statunitense († 2015)
- 1946 - Francesco Costa, scrittore e sceneggiatore italiano
- 1946 - Rudolf Hoskowetz, ex tennista austriaco
- 1946 - Ola Hudson, stilista statunitense († 2009)
- 1946 - Marina Lewycka, scrittrice britannica
- 1946 - Rosanna Marani, giornalista e conduttrice televisiva italiana
- 1946 - Chris Nicholl, calciatore e allenatore di calcio inglese († 2024)
- 1946 - Ali Parvin, allenatore di calcio e ex calciatore iraniano
- 1946 - László Sárosi, ex pallanuotista ungherese
- 1947 - Margareta Arvidsson, modella svedese
- 1947 - Helmut Losch, sollevatore tedesco orientale († 2005)
- 1947 - Francisco Rebelo, ex calciatore portoghese
- 1947 - Chris Wallace, giornalista e conduttore televisivo statunitense
- 1947 - Randy West, attore pornografico statunitense († 2024)
- 1948 - Stefano Antonucci, attore e comico italiano
- 1948 - Eli Danker, attore israeliano
- 1948 - Catherine Jourdan, attrice francese († 2011)
- 1948 - Rick Parfitt, cantante e chitarrista inglese († 2016)
- 1948 - Sōji Shimada, scrittore giapponese
- 1949 - Bo Karlsson, ex arbitro di calcio svedese
- 1949 - Dave Lloyd, ex ciclista su strada, pistard e mountain biker britannico
- 1949 - Richard Price, scrittore, sceneggiatore e produttore cinematografico statunitense
- 1949 - Ilich Ramírez Sánchez, terrorista e mercenario venezuelano
- 1950 - Jiří Adam, ex pentatleta e schermidore cecoslovacco
- 1950 - Susan Anton, attrice e cantante statunitense
- 1950 - Roland Asch, pilota automobilistico tedesco
- 1950 - Chen Shui-bian, politico taiwanese
- 1950 - Chitra Visweswaran, danzatrice e coreografa indiana
- 1950 - Wilfredo Pino Estévez, vescovo cattolico cubano
- 1950 - Dave Freudenthal, economista, avvocato e politico statunitense
- 1950 - Claudio Golinelli, musicista italiano
- 1950 - Tarek Heggy, egiziano
- 1950 - Knut Knudsen, ex ciclista su strada e pistard norvegese
- 1950 - Cristóbal Maldonado, calciatore e allenatore di calcio paraguaiano († 2019)
- 1950 - Penka Metodieva, ex cestista bulgara
- 1950 - Gaetano Miccichè, dirigente d'azienda e dirigente sportivo italiano
- 1950 - Achille Ottaviani, giornalista e politico italiano († 2023)
- 1950 - Miguel Oviedo, ex calciatore argentino
- 1950 - José Carlos Serrão, allenatore di calcio e ex calciatore brasiliano
- 1950 - Gualberto do Rosário, politico capoverdiano
- 1951 - Giuseppe Bertagna, pedagogista italiano
- 1951 - Luciano Borgognoni, ciclista su strada e pistard italiano († 2014)
- 1951 - Michail Jur'evič Bulgakov, calciatore sovietico († 1984)
- 1951 - István Halász, calciatore ungherese († 2016)
- 1951 - Luciana Meles, ex judoka, pesista e giavellottista italiana
- 1951 - Philippe Niang, regista e sceneggiatore francese
- 1951 - Ed Royce, politico statunitense
- 1951 - Lawrence Sutin, scrittore statunitense
- 1952 - Hugo Coscia, ex calciatore argentino
- 1952 - Riccardo Di Palma, politico italiano
- 1952 - Roberto Ghidoni, ultramaratoneta italiano
- 1952 - Roger Heath-Brown, matematico britannico
- 1952 - Manouchehr Parchami-Araghi, pallanuotista iraniano
- 1952 - Luigi Peruzzotti, politico italiano
- 1953 - Aleksandr Atanesjan, regista sovietico
- 1953 - François Bonneau, politico francese
- 1953 - Nicole Brunin, ex cestista belga
- 1953 - Les Dennis, attore, comico e conduttore televisivo britannico
- 1953 - Serge Lepeltier, politico francese
- 1953 - Neil MacLeod, ex calciatore inglese
- 1953 - Ivica Matković, allenatore di calcio e ex calciatore croato
- 1953 - Richard McKinney, ex arciere statunitense
- 1953 - Neven Mimica, politico e diplomatico croato
- 1953 - Gianni Wilmer Ronzani, politico italiano
- 1953 - David Threlfall, attore britannico
- 1954 - Fons Brijdenbach, velocista belga († 2009)
- 1954 - Carlo Felice Chiesa, giornalista italiano
- 1954 - Massimo Ghini, attore e regista teatrale italiano
- 1954 - Sammy Green, ex giocatore di football americano statunitense
- 1954 - Valerij Jakušin, ex slittinista sovietico
- 1954 - Wilma Kazius, ex cestista olandese
- 1954 - Norbert Klaar, ex tiratore a segno tedesco
- 1954 - Agbéyomé Kodjo, politico togolese († 2024)
- 1954 - Maurizio Murelli, ex terrorista, editore e attivista italiano
- 1954 - Duma Ndlovu, poeta, regista e produttore televisivo sudafricano
- 1954 - Antonella Rinaldi, doppiatrice italiana
- 1954 - Fabio Sartor, attore italiano († 2024)
- 1955 - Einar Jan Aas, ex calciatore norvegese
- 1955 - Brian Flynn, ex calciatore e allenatore di calcio gallese
- 1955 - Gwendolyn Garcia, politica filippina
- 1955 - Ante Gotovina, generale croato
- 1955 - Brigitte Lahaie, attrice cinematografica, conduttrice radiofonica e scrittrice francese
- 1955 - José Pilar Reyes, ex calciatore messicano
- 1955 - Alessandro Rossi, doppiatore, direttore del doppiaggio e dialoghista italiano
- 1955 - Jane Siberry, musicista e cantautrice canadese
- 1955 - Claudio Soro, cestista italiano († 2023)
- 1955 - Carlo Terzer, ex maratoneta italiano
- 1956 - Rafael Ábalos, scrittore e avvocato spagnolo
- 1956 - Alfonso Carrasco Rouco, vescovo cattolico spagnolo
- 1956 - Allan Evans, allenatore di calcio e ex calciatore scozzese
- 1956 - Arturo Iannaccone, politico italiano
- 1956 - Nell Jongeneel, ex calciatrice neozelandese
- 1956 - Will Koopman, regista, sceneggiatrice e attrice olandese
- 1956 - Trần Đại Quang, politico, dirigente pubblico e militare vietnamita († 2018)
- 1956 - Dave Vanian, cantante britannico
- 1956 - Jörg Weißflog, ex calciatore tedesco
- 1957 - Mariano Bizzarri, oncologo e saggista italiano
- 1957 - Kristen Bjorn, fotografo, regista e produttore cinematografico britannico
- 1957 - Jerry Butler, ex giocatore di football americano statunitense
- 1957 - Clémentine Célarié, attrice francese
- 1957 - Gary Garland, ex cestista e cantante statunitense
- 1957 - Rémi Laurent, attore francese († 1989)
- 1957 - Wilnelia Merced, modella portoricana
- 1957 - Georges Ruggiu, conduttore radiofonico belga
- 1957 - Sterling Saint Jacques, cantante, attore e modello statunitense († 1992)
- 1957 - Bruno Santori, direttore d'orchestra, compositore e arrangiatore italiano
- 1958 - David Amaral, allenatore di calcio e ex calciatore spagnolo
- 1958 - Steve Austria, politico statunitense
- 1958 - Julian Beever, artista britannico
- 1958 - Roberto Carboni, arcivescovo cattolico italiano
- 1958 - Jeff Keith, cantante statunitense
- 1958 - Kazushito Manabe, ex sollevatore giapponese
- 1958 - Valentina Spongia, ex ginnasta italiana
- 1958 - Thomas Sunesson, calciatore svedese († 2015)
- 1958 - Jo Vally, cantante belga
- 1958 - Corrado Volpi, ex cestista italiano
- 1959 - Rocco Amboni, ex ginnasta italiano
- 1959 - Charles John Brown, arcivescovo cattolico statunitense
- 1959 - Rogelio Delgado, ex calciatore paraguaiano
- 1959 - Pierre Dréossi, dirigente sportivo, allenatore di calcio e ex calciatore francese
- 1959 - Paul Goddard, ex calciatore britannico
- 1959 - Katharina Prelicz-Huber, insegnante e politica svizzera
- 1959 - Marco Rizzo, politico italiano
- 1959 - Rudy Woods, cestista statunitense († 2016)
- 1960 - Peter Grant, politico scozzese
- 1960 - Chris Johnstone, ex tennista australiano
- 1960 - Gerald Kazanowski, ex cestista canadese
- 1960 - Aleksej Kudrin, politico russo
- 1960 - Béla Mörtel, ex calciatore ungherese
- 1960 - Carlo Perrone, allenatore di calcio e ex calciatore italiano
- 1960 - Hiroyuki Sanada, attore e artista marziale giapponese
- 1960 - Manuela Zoni, ex tennista italiana
- 1961 - Massimo Castagna, ex pallavolista italiano
- 1961 - Chendo, dirigente sportivo e ex calciatore spagnolo
- 1961 - Andrew Crumey, scrittore britannico
- 1961 - Chris Foerster, allenatore di football americano e ex giocatore di football americano statunitense
- 1961 - Diego García, maratoneta spagnolo († 2001)
- 1961 - Roberto Giacobbo, conduttore televisivo, autore televisivo e scrittore italiano
- 1961 - Alfred Heer, politico svizzero
- 1961 - Arunachalam Muruganantham, imprenditore indiano
- 1961 - Eugeniusz Popowicz, arcivescovo cattolico polacco
- 1961 - Graham Purvis, ex rugbista a 15 e allenatore di rugby a 15 neozelandese
- 1961 - Jarkko Tuomala, ex cestista finlandese
- 1962 - Carlos Bernard, attore statunitense
- 1962 - Anna Cinzia Bonfrisco, politica italiana
- 1962 - Patrick Bosso, attore e regista francese
- 1962 - Chris Botti, trombettista, compositore e attore statunitense
- 1962 - Luca Carboni, cantautore e musicista italiano
- 1962 - Branko Crvenkovski, politico macedone
- 1962 - Bashkim Fino, politico albanese († 2021)
- 1962 - Colton Ford, cantante e attore pornografico statunitense († 2025)
- 1962 - Deborah Foreman, attrice statunitense
- 1962 - Martin Horwood, politico britannico
- 1962 - Corrado Lorefice, arcivescovo cattolico italiano
- 1962 - Julio Fernando Navarro, astronomo argentino
- 1962 - Margit Evelyn Newton, attrice italiana
- 1962 - Aminata Touré, politica senegalese
- 1962 - Voise Winters, ex cestista statunitense
- 1963 - Adele Ammendola, giornalista italiana
- 1963 - Raimond Aumann, ex calciatore tedesco
- 1963 - Charles Bradley, ex cestista statunitense
- 1963 - Maria Curatolo, ex maratoneta e mezzofondista italiana
- 1963 - Joe Garcia, politico e avvocato statunitense
- 1963 - Phil Hill, culturista statunitense († 2017)
- 1963 - Satoshi Kon, regista, sceneggiatore e character designer giapponese († 2010)
- 1963 - Edward Kopówka, scrittore e storico polacco
- 1963 - Dave Legeno, attore e artista marziale britannico († 2014)
- 1963 - Alan McDonald, calciatore e allenatore di calcio nordirlandese († 2012)
- 1963 - Donna Quinn, ex cestista australiana
- 1963 - José Ramón Romo, ex calciatore spagnolo
- 1963 - Donna Williams, scrittrice, cantautrice e sceneggiatrice australiana († 2017)
- 1964 - Giuseppe Corno, cavaliere italiano
- 1964 - Melvis Coss, ex cestista cubana
- 1964 - Will Ferguson, scrittore e giornalista canadese
- 1965 - Dan Abnett, scrittore e fumettista britannico
- 1965 - Chris Chandler, ex giocatore di football americano statunitense
- 1965 - Silvana Giannuzzi, politica italiana
- 1965 - Nenad Jakšić, ex calciatore jugoslavo
- 1965 - Paolo Merlo, ex pallavolista italiano
- 1965 - Jeff Nathanson, sceneggiatore, regista e produttore cinematografico statunitense
- 1965 - Anja Niedringhaus, fotoreporter tedesca († 2014)
- 1965 - Oscar Passet, ex calciatore argentino
- 1965 - Hirokazu Yasuhara, autore di videogiochi giapponese
- 1966 - Dario Buzzolan, scrittore italiano
- 1966 - Jonathan Crombie, attore e doppiatore canadese († 2015)
- 1966 - Christian Due-Boje, ex hockeista su ghiaccio svedese
- 1966 - Gundi Eberhard, attrice, doppiatrice e conduttrice radiofonica tedesca
- 1966 - Rupert Gregson-Williams, compositore britannico
- 1966 - Claudio Grimaudo, ex calciatore italiano
- 1966 - Wim Jonk, allenatore di calcio, dirigente sportivo e ex calciatore olandese
- 1966 - Brian Kennedy, cantautore irlandese
- 1966 - Bruno Kongaouin, ex cestista centrafricano
- 1966 - Rhona Martin, ex giocatrice di curling britannica
- 1966 - Antonio Ricci, allenatore di calcio a 5 italiano
- 1966 - Néstor Sensini, dirigente sportivo, allenatore di calcio e ex calciatore argentino
- 1966 - Brian Stemmle, ex sciatore alpino canadese
- 1966 - Artur Ważny, vescovo cattolico polacco
- 1967 - Giovanni Benedetto, allenatore di pallacanestro italiano
- 1967 - Mick Harris, batterista britannico
- 1967 - Huang Chung-Yi, ex giocatore di baseball taiwanese
- 1967 - Saara Kuugongelwa-Amadhila, politica namibiana
- 1967 - Paul Laine, cantante canadese
- 1967 - Heinz Moser, allenatore di calcio e ex calciatore svizzero
- 1967 - Frode Olsen, ex calciatore norvegese
- 1967 - Andrew Uwe, ex calciatore nigeriano
- 1968 - Silvio Camilleri, ex calciatore maltese
- 1968 - Carsten Embach, ex bobbista tedesco
- 1968 - Hugh Jackman, attore australiano
- 1968 - Adam Rich, attore statunitense († 2023)
- 1968 - Francis Songo, ex calciatore malawiano
- 1968 - Matthew Walker, attore e regista televisivo statunitense
- 1968 - Xie Yuxin, ex calciatore cinese
- 1968 - Hirofumi Yoshida, direttore d'orchestra giapponese
- 1968 - Sophie von Kessel, attrice tedesca
- 1969 - Dave Audé, produttore discografico statunitense
- 1969 - Paolo Blora, pilota motociclistico italiano
- 1969 - Kevin Brooks, ex cestista e allenatore di pallacanestro statunitense
- 1969 - James DeMonaco, regista, sceneggiatore e produttore cinematografico statunitense
- 1969 - Martie Maguire, musicista statunitense
- 1969 - Judit Mascó, modella, scrittrice e conduttrice televisiva spagnola
- 1969 - Željko Milinovič, ex calciatore sloveno
- 1969 - Cary Mullen, ex sciatore alpino canadese
- 1969 - Dwayne Roloson, ex hockeista su ghiaccio canadese
- 1970 - Cláudia Abreu, attrice e conduttrice televisiva brasiliana
- 1970 - Cody Cameron, doppiatore, disegnatore e regista statunitense
- 1970 - Kirk Cameron, attore e regista statunitense
- 1970 - Pilar Castro, attrice spagnola
- 1970 - Daniel Lemma, cantante etiope
- 1970 - Tomer Heymann, regista, sceneggiatore e produttore cinematografico israeliano
- 1970 - Antonio Jiménez Sistachs, allenatore di calcio e ex calciatore spagnolo
- 1970 - Rodney Mack, wrestler e ex artista marziale misto statunitense
- 1970 - Ernesto Michel, ex cestista argentino
- 1970 - Origa, cantautrice russa († 2015)
- 1970 - Massimiliano Parente, scrittore italiano
- 1970 - Amerigo Provenzano, disc jockey e produttore discografico italiano
- 1970 - Massimiliano Rosa, ex calciatore italiano
- 1970 - Julian, ex attore pornografico statunitense
- 1970 - Lala Sloatman, modella, attrice e costumista statunitense
- 1970 - Charlie Ward, ex cestista, ex giocatore di football americano e allenatore di football americano statunitense
- 1971 - Luigi Bonaventura, mafioso e collaboratore di giustizia italiano
- 1971 - Didier Chambaron, allenatore di calcio francese
- 1971 - Atina Ford, giocatrice di curling canadese
- 1971 - Ionel Gane, allenatore di calcio e ex calciatore rumeno
- 1971 - Gunar Kirchbach, ex canoista tedesco
- 1971 - Muta-Wakkilah Hayatul Bolkiah, principessa bruneiana
- 1971 - Oleg Novickij, cosmonauta russo
- 1971 - Stian Johannsen, musicista norvegese
- 1972 - Charles Cook, allenatore di calcio e ex calciatore britannico
- 1972 - Karen Jarrett, dirigente d'azienda statunitense
- 1972 - Joseph Kahn, regista statunitense
- 1972 - Sönke Möhring, attore tedesco
- 1972 - Gregor Rutz, imprenditore e politico svizzero
- 1972 - Lidia Vitale, attrice italiana
- 1973 - Márcio Araújo, giocatore di beach volley brasiliano
- 1973 - Francis Bowen, ex maratoneta keniota
- 1973 - Manuela Carnini, nuotatrice artistica italiana
- 1973 - Martin Corry, ex rugbista a 15 britannico
- 1973 - Nate Driggers, ex cestista statunitense
- 1973 - Zeb Hogan, biologo, conduttore televisivo e fotografo statunitense
- 1973 - David Homoláč, ex calciatore ceco
- 1973 - Ahmed Daham Karim, calciatore iracheno († 2021)
- 1973 - Rusty LaRue, ex cestista e allenatore di pallacanestro statunitense
- 1973 - Vincent Millet, ex sciatore alpino francese
- 1973 - Lucia Panzieri, scrittrice italiana
- 1973 - Ewa Piaskowska, sceneggiatrice e produttrice cinematografica polacca
- 1973 - Ivana Stanković, modella serba
- 1973 - Martin Österdahl, produttore televisivo e scrittore svedese
- 1974 - Lucas Arnold Ker, ex tennista argentino
- 1974 - Kate Beahan, attrice australiana
- 1974 - Lascelles Brown, bobbista giamaicano
- 1974 - Françoise de Clossey, pianista canadese
- 1974 - Dan Earl, allenatore di pallacanestro e ex cestista statunitense
- 1974 - Adam Fergusson, pilota motociclistico australiano
- 1974 - Gianluca Gobbi, attore italiano
- 1974 - Willy Grondin, ex calciatore francese
- 1974 - Sebastian Henriksson, ex calciatore svedese
- 1974 - Jeong Seon-min, ex cestista e allenatrice di pallacanestro sudcoreana
- 1974 - Yoshiaki Maruyama, ex calciatore giapponese
- 1974 - Guilherme Mauricio, ex calciatore francese
- 1974 - Shane McAnally, produttore discografico e cantautore statunitense
- 1974 - Gabriele Paolini, personaggio televisivo italiano
- 1974 - Maurizio Pirovano, cantautore italiano
- 1974 - Sergej Verlin, ex canoista russo
- 1975 - Bram Cohen, informatico statunitense
- 1975 - DJ Whoo Kid, disc jockey statunitense
- 1975 - Fábio Noronha de Oliveira, ex calciatore brasiliano
- 1975 - Ivo Janakiev, ex canottiere bulgaro
- 1975 - Marion Jones, ex velocista, lunghista e cestista statunitense
- 1976 - Ahmad, rapper statunitense
- 1976 - Aleksej Bacharev, calciatore russo († 2022)
- 1976 - Kajsa Bergqvist, ex altista svedese
- 1976 - Maurice Carter, ex cestista statunitense
- 1976 - Ștefan Ciosici, ex cestista rumeno
- 1976 - Nick Donovan, ex cestista inglese
- 1976 - Juan Epitié, ex calciatore spagnolo
- 1976 - Raúl Guerrón, ex calciatore ecuadoriano
- 1976 - Xulhaz Mannan, giornalista bangladese († 2016)
- 1976 - Dave Okumu, cantante, chitarrista e produttore discografico austriaco
- 1976 - Gideon Omokirio, ex calciatore e giocatore di beach soccer salomonese
- 1976 - Johanna Siekkinen, cantante finlandese
- 1976 - Fernanda Trías, scrittrice uruguaiana
- 1976 - Ludvík Vacek, ex sciatore alpino ceco
- 1977 - Bashar Abdullah, ex calciatore kuwaitiano
- 1977 - Oleksandr Bereš, ginnasta ucraino († 2004)
- 1977 - Vyaçeslav Bogatıryov, ex calciatore kazako
- 1977 - Andrej Čičkin, ex calciatore russo
- 1977 - Errol McFarlane, ex calciatore trinidadiano
- 1977 - Bode Miller, ex sciatore alpino statunitense
- 1977 - Manuel Neira, ex calciatore cileno
- 1977 - Vita Palamar, ex altista ucraina
- 1977 - Gabriele Pignotta, regista e attore italiano
- 1977 - Markus Schmidt, ex calciatore austriaco
- 1977 - Javier Toyo, ex calciatore venezuelano
- 1977 - Ivano Trotta, allenatore di calcio e ex calciatore italiano
- 1978 - Baden Cooke, ex ciclista su strada e pistard australiano
- 1978 - Georg Hettich, ex combinatista nordico tedesco
- 1978 - Selver Hodžić, ex calciatore bosniaco
- 1978 - Marko Jarić, ex cestista serbo
- 1978 - Kim Young-geun, ex calciatore sudcoreano
- 1978 - Natal'ja Kudrjašova, attrice, regista e sceneggiatrice russa
- 1978 - Manuchar Kvirkvelia, ex lottatore georgiano
- 1978 - Japtheth Waweru, ex calciatore keniota
- 1978 - Konstrakta, cantante serba
- 1979 - Paula Barila Bolopa, nuotatrice equatoguineana
- 1979 - Steve Borthwick, allenatore di rugby a 15 e rugbista a 15 inglese
- 1979 - Imad Chhadeh, ex calciatore siriano
- 1979 - Sergio Ghisalberti, ex ciclista su strada italiano
- 1979 - Brad Hogan, ex sciatore alpino statunitense
- 1979 - Florian Kostner, ex fondista italiano
- 1979 - Andrij Lebedjev, ex cestista ucraino
- 1979 - Deepak Mondal, calciatore indiano
- 1979 - Chris Rupp, cantautore statunitense
- 1979 - Philipp Schoch, snowboarder svizzero
- 1979 - Philipp Stursberg, ex giocatore di football americano e allenatore di football americano tedesco
- 1979 - Tomoyoshi Tsurumi, ex calciatore giapponese
- 1980 - Nadzeja Astapčuk, pesista bielorussa
- 1980 - Rachel John, attrice e cantante inglese
- 1980 - Ledley King, dirigente sportivo, allenatore di calcio e ex calciatore inglese
- 1980 - Andreas Kōnstantinou, ex calciatore cipriota
- 1980 - Soledad Pastorutti, cantante, compositrice e attrice argentina
- 1980 - Lesley Paterson, triatleta, sceneggiatrice e produttrice cinematografica britannica
- 1980 - Alessandro Rambaldini, fondista di corsa in montagna e maratoneta italiano
- 1980 - Ann Wauters, ex cestista e allenatrice di pallacanestro belga
- 1981 - Engin Akyürek, attore turco
- 1981 - Jonathan Babineaux, ex giocatore di football americano statunitense
- 1981 - Gary Botha, ex rugbista a 15 e allenatore di rugby a 15 sudafricano
- 1981 - D'or Fischer, ex cestista statunitense
- 1981 - Andrea Ghiacci, ex cestista italiano
- 1981 - Paul Givan, politico britannico
- 1981 - Tom Guiry, attore statunitense
- 1981 - Marcel Hossa, hockeista su ghiaccio slovacco
- 1981 - Szymon Kołecki, sollevatore polacco
- 1981 - Jack Martínez, ex cestista dominicano
- 1981 - Anastasija Oberstolz-Antonova, ex slittinista russa
- 1981 - Luciano Orquera, allenatore di rugby a 15 e ex rugbista a 15 argentino
- 1981 - Winston Parks, ex calciatore costaricano
- 1981 - Indriði Sigurðsson, ex calciatore islandese
- 1981 - Brian J. Smith, attore statunitense
- 1981 - Conrad Smith, ex rugbista a 15 e allenatore di rugby a 15 neozelandese
- 1981 - Sun Tiantian, ex tennista cinese
- 1981 - NoViolet Bulawayo, scrittrice zimbabwese
- 1982 - Aleksandr Arekeev, ex ciclista su strada russo
- 1982 - Luca Bellini, sportivo italiano
- 1982 - Luigi Cavenago, fumettista e illustratore italiano
- 1982 - Roger Cruickshank, ex sciatore alpino britannico
- 1982 - Adeline Dieudonné, scrittrice belga
- 1982 - Paweł Golański, ex calciatore polacco
- 1982 - Martín Guzmán, politico e economista argentino
- 1982 - Tyler Hanes, attore, cantante e ballerino statunitense
- 1982 - Benn Harradine, discobolo australiano
- 1982 - Pita David Maki, calciatore vanuatuano
- 1982 - Scott Martin, pesista e discobolo australiano
- 1982 - Josimar Mosquera, ex calciatore colombiano
- 1982 - Eri Otoguro, attrice giapponese
- 1982 - Émile Parisien, sassofonista e compositore francese
- 1982 - Rossana Pasquino, schermitrice italiana
- 1982 - Chand Torsvik, cantante indiano
- 1982 - Lara Trump, produttrice televisiva statunitense
- 1983 - Alex Brosque, ex calciatore australiano
- 1983 - Antoine Buron, ex calciatore francese
- 1983 - Gastón Fernández, ex calciatore argentino
- 1983 - Annick Obonsawin, doppiatrice canadese
- 1983 - Katie Piper, conduttrice televisiva, scrittrice e attivista britannica
- 1983 - Nolan Reimold, ex giocatore di baseball statunitense
- 1983 - Soslan Tigiev, lottatore uzbeko
- 1983 - Marianna Tricarico, ex schermitrice italiana
- 1983 - Wang Song, calciatore cinese
- 1983 - Zé Kalanga, calciatore angolano
- 1984 - Marko Anđelković, ex calciatore serbo
- 1984 - Marco Baldassarre, politico italiano
- 1984 - Marco Aurelio Fontana, mountain biker e ciclocrossista italiano
- 1984 - Johannes Hauer, attore tedesco
- 1984 - Yang Lei, cantante cinese
- 1984 - Emmanuel Mutai, maratoneta keniota
- 1984 - Mansfield Wrotto, ex giocatore di football americano liberiano
- 1985 - Ol'ha Beresnjeva, nuotatrice ucraina
- 1985 - Giancarlo Carmona, calciatore peruviano
- 1985 - Michelle Carter, pesista statunitense
- 1985 - Emilio Correa, pugile cubano
- 1985 - Janay DeLoach, lunghista e ostacolista statunitense
- 1985 - Mike Green, hockeista su ghiaccio canadese
- 1985 - Anna Iljuštšenko, ex altista estone
- 1985 - Ilsinho, ex calciatore brasiliano
- 1985 - Ly Jonaitis, modella venezuelana
- 1985 - Hristijan Kirovski, calciatore macedone
- 1985 - Greig Laidlaw, rugbista a 15 britannico
- 1985 - Bas Lammers, pilota automobilistico olandese
- 1985 - Li Wenliang, oculista cinese († 2020)
- 1985 - Gheorghe Ovseanicov, ex calciatore moldavo
- 1985 - Carl Söderberg, hockeista su ghiaccio svedese
- 1985 - Lardarius Webb, ex giocatore di football americano statunitense
- 1985 - Zhang Liangmin, atleta paralimpica cinese
- 1985 - Serginho, ex calciatore portoghese
- 1986 - Tyler Blackburn, attore e cantante statunitense
- 1986 - Éverton Santos, ex calciatore brasiliano
- 1986 - Niccolò Gitto, pallanuotista italiano
- 1986 - Aynalem Hailu, ex calciatore etiope
- 1986 - Christa Harmotto, ex pallavolista statunitense
- 1986 - Kryštof Krýzl, sciatore alpino ceco
- 1986 - Sergej Lisunov, pallanuotista russo
- 1986 - Giannīs Maniatīs, ex calciatore greco
- 1986 - Lino Marzorati, ex calciatore italiano
- 1986 - Samir Mekdad, cestista francese
- 1986 - Kirk Palmer, nuotatore australiano
- 1986 - Sergio Peter, ex calciatore tedesco
- 1986 - Boi-1da, produttore discografico e beatmaker canadese
- 1986 - Cristhian Stuani, calciatore uruguaiano
- 1986 - Sheriff Suma, ex calciatore sierraleonese
- 1986 - Damien Udeh, ex calciatore nigeriano
- 1986 - Michael Woods, ciclista su strada e ex mezzofondista canadese
- 1987 - Qairat Ahmetov, artista marziale misto kazako
- 1987 - Noemi Batki, ex tuffatrice ungherese
- 1987 - Damiano Caruso, ciclista su strada italiano
- 1987 - Andrei Enescu, calciatore rumeno
- 1987 - Marcelo Goiano, ex calciatore brasiliano
- 1987 - Kanae Hisami, ex tennista giapponese
- 1987 - Besian Idrizaj, calciatore austriaco († 2010)
- 1987 - Gleb Karakulov, ingegnere russo
- 1987 - Wilfried Koffi Hua, velocista ivoriano
- 1987 - Norma Murabito, canoista italiana
- 1987 - Marvin Ogunjimi, ex calciatore belga
- 1987 - Annie Oliv, modella svedese
- 1987 - Luke Pearson, fumettista britannico
- 1987 - Salvador Reynoso, ex calciatore argentino
- 1987 - Fabrizio Sepe, rugbista a 15 italiano
- 1987 - Daniil Dmitrievič Simkin, ballerino russo
- 1988 - Ito Aghayere, attrice nigeriana
- 1988 - Janice Cayman, calciatrice belga
- 1988 - Jules Cluzel, pilota motociclistico francese
- 1988 - Eduardo Dasent, calciatore panamense
- 1988 - André de Santana Ferreira, giocatore di calcio a 5 brasiliano
- 1988 - Stewart Glenister, ex nuotatore samoano americano
- 1988 - Raúl Goni, ex calciatore spagnolo
- 1988 - Valérie Grand'Maison, nuotatrice canadese
- 1988 - Mustapha Haida, kickboxer e thaiboxer marocchino
- 1988 - Óscar Jiménez, calciatore messicano
- 1988 - Glenn Nyberg, arbitro di calcio svedese
- 1988 - Luis Peralta, calciatore nicaraguense
- 1988 - Chris Rucker, ex giocatore di football americano statunitense
- 1988 - Calum Scott, cantante britannico
- 1988 - Nijat Shikhalizada, judoka azero
- 1988 - Lluís Marin Tarroch, ex snowboarder andorrano
- 1988 - Sam Whitelock, rugbista a 15 neozelandese
- 1989 - Dee Bost, cestista statunitense
- 1989 - Issam Chebake, calciatore marocchino
- 1989 - Ilias El Hafedi, giocatore di calcio a 5 e calciatore norvegese
- 1989 - Ganso, calciatore brasiliano
- 1989 - Christina Giazitzidou, canottiera greca
- 1989 - Kristy Jaeckel, ex pallavolista statunitense
- 1989 - Alex Karmo, calciatore liberiano
- 1989 - Rocky Lekaj, calciatore norvegese
- 1989 - Rishard Matthews, ex giocatore di football americano statunitense
- 1989 - Francesca Mazzoleni, regista e sceneggiatrice italiana
- 1989 - Matt Paradis, ex giocatore di football americano statunitense
- 1989 - Nicola Parodi, pallanuotista italiano
- 1989 - Francisco Peña, giocatore di baseball dominicano
- 1989 - Franz Josef Plankl, ex hockeista su ghiaccio e allenatore di hockey su ghiaccio italiano
- 1989 - Carol Rovira, attrice e cantante spagnola
- 1989 - Melanie Serrano, ex calciatrice spagnola
- 1989 - Samantha Stewart, lottatrice canadese
- 1989 - Oleg Trofim, regista, sceneggiatore e musicista russo
- 1989 - Francisco Veludo, hockeista su pista angolano
- 1989 - Nicolas Viola, calciatore italiano
- 1989 - Wild Boar, wrestler gallese
- 1989 - Amy Wren, attrice britannica
- 1989 - Il'ja Žitomirskij, programmatore e imprenditore russo († 2011)
- 1990 - Manon Azem, attrice, doppiatrice e modella francese
- 1990 - Jan Chramosta, calciatore ceco
- 1990 - Brock Coyle, giocatore di football americano statunitense
- 1990 - Sinéad Harnett, cantautrice britannica
- 1990 - Kyoji Horiguchi, artista marziale misto giapponese
- 1990 - Roman Izmajlov, tuffatore russo
- 1990 - Henri Lansbury, ex calciatore inglese
- 1990 - Kofi Opare, ex calciatore ghanese
- 1990 - Craig Osaikhwuwuomwan, cestista olandese
- 1990 - Marc Rademacher, bobbista tedesco
- 1990 - Cadarian Raines, cestista statunitense
- 1990 - Melody, cantante, chitarrista e ballerina spagnola
- 1990 - Radoslav Vasilev, ex calciatore bulgaro
- 1990 - Àlex Villaécija, nuotatore spagnolo
- 1990 - Anton Vorob'ëv, ciclista su strada russo
- 1991 - Hassan Amin, calciatore tedesco
- 1991 - Felipe Cadenazzi, calciatore argentino
- 1991 - Roarie Deacon, calciatore inglese
- 1991 - Nicolao Dumitru, calciatore italiano
- 1991 - Tyson Hinz, ex cestista canadese
- 1991 - Hiroyuki Miyazawa, fondista giapponese
- 1991 - Panagiōtīs Vlachodīmos, calciatore tedesco
- 1992 - Gary Bell, ex cestista statunitense
- 1992 - Christofer Gonzáles, calciatore peruviano
- 1992 - Matteo Grandi, calciatore italiano
- 1992 - Josh Hutcherson, attore statunitense
- 1992 - Valerij Kičin, calciatore kirghiso
- 1992 - Aaron Long, calciatore statunitense
- 1992 - Qara Qarayev, calciatore azero
- 1992 - Giordano Ronci, ex sciatore alpino italiano
- 1992 - Stian Saugestad, ex sciatore alpino norvegese
- 1993 - Adrián Colombino, calciatore uruguaiano
- 1993 - Pipo Derani, pilota automobilistico brasiliano
- 1993 - Clément Diop, calciatore francese
- 1993 - Samuel Gigot, calciatore francese
- 1993 - Alexander Jeremejeff, calciatore svedese
- 1993 - Pierre Latour, ciclista su strada francese
- 1993 - Ketel Marte, giocatore di baseball dominicano
- 1993 - Knox Mutizwa, calciatore zimbabwese
- 1993 - Lena Paul, attrice pornografica statunitense
- 1993 - Martin Regáli, calciatore slovacco
- 1993 - Seo Kang-joon, cantante, attore e modello sudcoreano
- 1993 - Jermaine Seoposenwe, calciatrice sudafricana
- 1993 - Rubén Yáñez, calciatore spagnolo
- 1994 - Shirin Akter, velocista bangladese
- 1994 - Kristrún Rut Antonsdóttir, calciatrice e ex cestista islandese
- 1994 - Pamela Begič, calciatrice slovena
- 1994 - Odette Giuffrida, judoka italiana
- 1994 - Bryce Jones, cestista statunitense
- 1994 - Toby Marlow, scrittore, compositore e attore britannico
- 1994 - Claire O'Riordan, calciatrice irlandese
- 1994 - Cláudia Pascoal, cantante portoghese
- 1994 - Q.J. Peterson, cestista statunitense
- 1994 - Liam Polworth, calciatore scozzese
- 1994 - Valērijs Šabala, calciatore lettone
- 1994 - Iina Salmi, calciatrice finlandese
- 1994 - Olivia Smoliga, nuotatrice statunitense
- 1994 - Azinho Solomon, calciatore sanvincentino
- 1994 - Jonathan Tamimi, calciatore svedese
- 1994 - Giovanni Terrani, calciatore italiano
- 1995 - Andromache, cantante greca
- 1995 - Ihar Bokij, nuotatore bielorusso
- 1995 - Ilie Damașcan, calciatore moldavo
- 1995 - Emir Gökalp, cestista turco
- 1995 - Joel Iyiegbuniwe, giocatore di football americano statunitense
- 1995 - Liam Lindsay, calciatore scozzese
- 1995 - Daniel Maderner, calciatore austriaco
- 1995 - Mickaël Malsa, calciatore francese
- 1995 - Stefan Mauk, calciatore australiano
- 1995 - Billy Price, ex giocatore di football americano statunitense
- 1995 - Aljaksandr Rabušėnka, ex ciclista su strada bielorusso
- 1995 - Muslim Sadulaev, lottatore russo
- 1995 - Dmitrij Safronov, atleta paralimpico russo
- 1995 - Chad Thomas, giocatore di football americano e musicista statunitense
- 1995 - Nathan Van Hooydonck, ex ciclista su strada belga
- 1995 - Saula Waqa, calciatore figiano
- 1995 - Zane Waterman, cestista statunitense
- 1995 - Yan Zibei, nuotatore cinese
- 1996 - Riechedly Bazoer, calciatore olandese
- 1996 - Miles Boykin, giocatore di football americano statunitense
- 1996 - Henrik Dønnestad, fondista norvegese
- 1996 - Verena Gasslitter, ex sciatrice alpina italiana
- 1996 - Ridvan Kardesoglu, calciatore liechtensteinese
- 1996 - Otis Livingston, cestista statunitense
- 1996 - Timur Morgunov, astista russo
- 1996 - Gabriel Rodrigo, pilota motociclistico argentino
- 1996 - Alice Sabatini, cestista e modella italiana
- 1996 - John Salas, calciatore cileno
- 1996 - Lev Sargsyan, tuffatore armeno
- 1996 - Johan Silfält, ex sciatore alpino svedese
- 1996 - Owen Watkin, rugbista a 15 britannico
- 1997 - Abdurraman Fangaj, calciatore albanese
- 1997 - Agustín Loser, pallavolista argentino
- 1997 - Mariana Moura de Queiroz Dias, cestista brasiliana
- 1997 - Nikola Milenković, calciatore serbo
- 1997 - Andy Preciado, multiplista ecuadoriano
- 1997 - Justin Robinson, cestista statunitense
- 1998 - Jack Anderson, giocatore di football americano statunitense
- 1998 - Gabrielle Carle, calciatrice canadese
- 1998 - Nicolò Casilio, rugbista a 15 italiano
- 1998 - Bruno Jordão, calciatore portoghese
- 1998 - David Long Jr., giocatore di football americano statunitense
- 1998 - Branislav Marković, calciatore serbo
- 1998 - Miyabi Onitsuka, snowboarder giapponese
- 1999 - Orlando Bennett, ostacolista giamaicano
- 1999 - Alonso Coello, calciatore spagnolo
- 1999 - Gilles De Wilde, ciclista su strada belga
- 1999 - Théo Faure, pallavolista francese
- 1999 - Gabriela Gajanová, mezzofondista slovacca
- 1999 - Jens Petter Hauge, calciatore norvegese
- 1999 - OG Version, rapper e produttore discografico lituano
- 1999 - Rhonex Kipruto, mezzofondista keniota
- 1999 - Felício Milson, calciatore angolano
- 1999 - Max Mitchell, giocatore di football americano statunitense
- 1999 - Ritt Momney, cantante statunitense
- 1999 - Daniil Utkin, calciatore russo
- 1999 - Ferdia Walsh-Peelo, attore e musicista irlandese
- 2000 - Riccardo Bagaini, atleta paralimpico italiano
- 2000 - MarJon Beauchamp, cestista statunitense
- 2000 - Pedro Santos, calciatore portoghese
- 2000 - Brandon Coleman, giocatore di football americano statunitense
- 2000 - Kilian Fischer, calciatore tedesco
- 2000 - Margherita Giubilato, calciatrice italiana
- 2000 - Lenny Joseph, calciatore francese
- 2000 - Rostyslav Ljach, calciatore ucraino
- 2000 - Uladzislaŭ Marozaŭ, calciatore bielorusso
- 2000 - Roberto Massimo, calciatore tedesco
- 2000 - João Gonçalves, calciatore portoghese
- 2000 - Mihai Popa, calciatore rumeno
- 2000 - Deantre Prince, giocatore di football americano statunitense
- 2000 - Silvia Rubio, calciatrice spagnola
- 2000 - Thomas Sabitzer, calciatore austriaco
- 2000 - Mia Threapleton, attrice britannica

## XXI secolo(19)
- 2001 - Malcom Adu Ares, calciatore spagnolo
- 2001 - Brett Cooper, youtuber e attrice statunitense
- 2001 - Ousseynou Niang, calciatore senegalese
- 2001 - Raymond Ochoa, attore statunitense
- 2001 - Tyler Scott, giocatore di football americano statunitense
- 2002 - Iris Apatow, attrice statunitense
- 2002 - William Eklund, hockeista su ghiaccio svedese
- 2002 - Diego Gabriel Silva Rosa, calciatore brasiliano
- 2002 - Alice Towers, ciclista su strada britannica
- 2003 - Thea Emilie Benth Jellum, sciatrice alpina norvegese
- 2003 - Ivan Onojaife, cestista italiano
- 2003 - James Pearce Jr., giocatore di football americano statunitense
- 2003 - Rabiou Sankamao, calciatore beninese
- 2004 - Amine Messoussa, calciatore francese
- 2004 - Ambra Pomarè, sciatrice alpina italiana
- 2004 - Rizabek Aitmūqan, lottatore kazako
- 2005 - Andrew August, ciclista su strada e ciclocrossista statunitense
- 2005 - Luc de Fougerolles, calciatore canadese
- 2006 - Alexander Ax Swartz, sciatore alpino svedese